# Thomas H. Paynter
Thomas H. Paynter (Vanceburg, 1851. december 9. – Frankfort, 1921. március 8.) az Amerikai Egyesült Államok szenátora (Kentucky, 1907–1913).